# Nāḩiyat an Nāşirah
Nāḩiyat an Nāşirah (arabiska: ناحية وادي النصارى, ناحية الناصرة) är ett subdistrikt i Syrien.   Det ligger i provinsen Homs, i den västra delen av landet, 140 km norr om huvudstaden Damaskus.
Trakten runt Nāḩiyat an Nāşirah består till största delen av jordbruksmark. Runt Nāḩiyat an Nāşirah är det glesbefolkat, med 14 invånare per kvadratkilometer.